# Micrasterias radiata
Micrasterias radiata là một loài Song tinh tảo trong họ Desmidiaceae, thuộc chi Micrasterias.

## Các phân loài
- Micrasterias radiata var. swainei
- Micrasterias radiata var. simplex
- Micrasterias radiata var. radiata
- Micrasterias radiata var. gracillima
- Micrasterias radiata var. elegantior
- Micrasterias radiata var. dichotoma